# 1096
1096 (MXCVI) fue un año bisiesto comenzado en martes del calendario juliano.

## Acontecimientos
- Cruzada de Pedro el Ermitaño, también llamada Cruzada de los Pobres.
- 12 de abril – Pedro el Ermitaño llega a Colonia y reúne fuerzas para su Cruzada.[1]
- 1 de agosto – La Cruzada de los Pobres llega a Constantinopla[2] y es recibida por el emperador Alejo I Comneno, quien les brinda apoyo económico. Los cruzados realizan actos de vandalismo y robo antes de retirarse forzosamente.
- Masacre de Rhineland contra los judíos.
- 15 de agosto – Inicio oficial de la Primera Cruzada establecido por Urbano II.[3]
- 15 de noviembre – Batalla de Alcoraz. Pedro I de Aragón conquista Huesca.
- 21 al 29 de septiembre – Asedio de Xerigordon. La Cruzada de Pedro es derrotada por los selyúcidas.
- (no especificado) – Se funda la Universidad de Oxford
- (no especificado) – Termina la Guerra Civil Selyúcida.

## Nacimientos
- 15 de enero: Teodora Comnena Angelina, princesa bizantina.
- 31 de diciembre: Al-Amir Bi-Ahkamillah,[4] califa fatimí.
- Armengol VI, conde de Urgel.
- Esteban de Blois, rey de Inglaterra.
- Wang Ximeng, pintor chino.

## Fallecimientos
- Walter el Indigente, líder francés de la Primera Cruzada.